# Уарк
Уарк (дари ورک) — кишлак на северо-востоке Афганистана, в вилаяте (провинции) Бадахшан. Входит в состав района Вахан.

## Географическое положение
Уарк расположен на северо-востоке Бадахшана, в высокогорной местности, на левом берегу реки Пяндж, вблизи государственной границы с Таджикистаном, на расстоянии приблизительно 118 километров к востоку-юго-востоку (ESE) от города Файзабада, административного центра вилаята. Абсолютная высота — 2642 метра над уровнем моря. Ближайшие населённые пункты — кишлак Кишнихан (выше по течению Пянджа), кишлак Казидех (ниже по течению Пянджа).

## Население
На 2003 год население составляло 369 человек. В национальном составе преобладают ваханцы.